# Ed Bickert
Ed Bickert est un guitariste canadien né le 29 novembre 1932 à Hochfeld (Manitoba) et mort le 28 février 2019 à Toronto (Ontario).

## Biographie
Son père est violoniste et sa mère pianiste ; c'est vers l'âge de onze ans qu'Ed Bickert commence à étudier la guitare. Dans les années 1950 il s'installe à Toronto où il travaille dans une station radio locale. Il décroche un contrat au Bourbon  Street de Toronto et accompagne Red Norvo, Chet Baker, Paul Desmond, Frank Rosolino, Charles McPherson, Milt Jackson… Il s'y produit à la tête d'un trio tout en travaillant à la télévision et dans les studios. Son passage au festival de Monterey en 1976 accompagné de Paul Desmond est remarqué,.
En 1987 il s'associe à Rik Emmett, Liona Boyd et Alex Lifeson pour former un quartet de guitaristes. Ed Bickert a joué et enregistré notamment avec  Dave Brubeck, Jim Hall, Ruby Braff, Paul Desmond, Dave McKenna, Jake Hanna, Don Thompson, Terry Clarke, Scott Hamilton, Warren Vaché, Dave Young, Ron Carter, Connie Kay et Rosemary Clooney.
Au début des années 60 il enseigne quelque temps à l'Advanced School of contemporary Music de Toronto, à l'ÉBA Banff (CA Banff) de 1978 à 1980 et à la University of New Brunswick Chamber Music and Jazz Festival en 1978 et 1982.
Remarquable instrumentiste au jeu policé et élégant, c'est l'un des plus fins mélodistes à la guitare.
En 1996, il est nommé membre de l' Ordre du Canada, la plus haute distinction civile au Canada.

## Prix et honneurs
- Juno Award, Best Jazz Recording, Sackville 4005 avec Don Thompson, 1980 [4]
- Membre de l' Ordre du Canada, 1996 [5]

## Discographie

### En tant que leader
- Ed Bickert, 1975
- Ed Bickert/Don Thompson (Sackville, 1978)
- Bye Bye Baby (Concord Jazz, 1984)
- I Wished On the Moon (Concord Jazz, 1985)
- Third Floor Richard (Concord Jazz, 1989)
- This is New with Lorne Lofsky (Concord Jazz, 1990)
- Out Of The Past, 1976
- At Last: Live Toronto Canada, 1976 (Mambo Maniacs, 2005)

### En tant que sideman
Avec Paul Desmond
- 1975 Pure Desmond (CTI)
- 1975 The Paul Desmond Quartet Live (Horizon)
- 1976 Paul Desmond (Artists House)
- 1992 Like Someone in Love (Telarc)

Avec Rosemary Clooney
- 1983 Rosemary Clooney Sings the Music of Harold Arlen
- 1984 Rosemary Clooney Sings the Music of Irving Berlin
- 1985 Rosemary Clooney Sings Ballads
- 1986 Rosemary Clooney Sings the Music of Jimmy Van Heusen
- 1987 Rosemary Clooney Sings the Lyrics of Johnny Mercer

Avec Trudy Desmond
- 1988 RSVP
- 1995 Make Me Rainbows
- 1998 My One and Only

Avec Moe Koffman
- 1958 The Shepherd Swings Again
- 1974 Master Session
- 1977 Museum Pieces

Avec Rob McConnell
- 1976 The Jazz Album
- 1978 Big Band Jazz
- 1981 Present Perfect
- 1984 Old Friends New Music
- 1985 Boss Brass & Woods
- 1986 Mel Tormé, Rob McConnell, and the Boss Brass
- 1990 The Jive 5
- 1991 The Brass Is Back
- 1992 Brassy and Sassy
- 1992 Live in Digital
- 1993 Our 25th Year
- 1993 Trio Sketches
- 1994 Overtime
- 1996 Even Canadians Get the Blues
- 1996 Hommage a Duke Duke Ellington
- 1996 Three for the Road
- 1997 Play the Jazz Classics
- 1998 70: A Seventieth Birthday Celebration
- 1998 Big Band Christmas
- 2002 Riffs I Have Known

Avec Phil Nimmons
- 1963 Take Ten
- 2003 Vintage Nimmons 'n' Nine: CBC Air Checks '59-'64

D'autres collaborations
- 1969 North of the Border in Canada, Ron Collier (Decca)
- 1976 Maybe Tomorrow, Hagood Hardy
- 1976 Thinking About You, Frank Rosolino
- 1977 Peter Appleyard Presents, Peter Appleyard
- 1979 Back Again, The Hi-Lo's
- 1981 Ballad Artistry of Buddy Tate, Buddy Tate
- 1983 In Canada, Humphrey Lyttelton
- 1985 A Gentleman and His Music, Benny Carter
- 1986 Night Flight, Sammy Nestico
- 1987 Double Exposure, Ken Peplowski
- 1987 Ellington '87, Fraser MacPherson
- 1991 Live at the 1990 Concord Jazz Festival: Third Set, Ernestine Anderson
- 1998 Going Home, Shirley Eikhard
- 1999 Canadian Sessions, Ruby Braff
- 2000 The Last Hurrah, Shirley Eikhard
- 2001 Music Is My Life, Jim Galloway
- 2004 Guitar & Bass, Ron Carter
- 2004 Instant Party, Mel Tormé
- 2012 Test of Time, Mike Murley
- 2017 With a Song in My Heart, Jane Hall and Ed Bickert (ArtistShare, 2017)

Source: